# Liubomîrka, Cecelnîk
Liubomîrka (în ucraineană Любомирка) este o comună în raionul Cecelnîk, regiunea Vinnița, Ucraina, formată numai din satul de reședință.

## Demografie
Componența lingvistică a satului Liubomîrka
     Ucraineană (97,73%)
     Rusă (2,06%)
     Alte limbi (0,21%)
Conform recensământului din 2001, majoritatea populației satului Liubomîrka era vorbitoare de ucraineană (97,73%), existând în minoritate și vorbitori de rusă (2,06%).